# Something Else!
Something Else! (właśc. Something Else!!!! The Music of Ornette Coleman) – debiutancki album studyjny amerykańskiego saksofonisty jazzowego Ornette’a Colemana, wydany z numerem katalogowym C 3551 i S 7551 w 1958 roku przez wytwórnię Contemporary.

## Lista utworów
Opracowano na podstawie materiału źródłowego.
Wydanie LP
Strona A
| Nr | Tytuł utworu   | Muzyka          | Długość |
| -- | -------------- | --------------- | ------- |
| 1. | „Invisible”    | Ornette Coleman | 4:16    |
| 2. | „The Blessing” | Coleman         | 4:46    |
| 3. | „Jayne”        | Coleman         | 7:21    |
| 4. | „Chippie”      | Coleman         | 5:39    |
|    |                |                 | 22:02   |

Strona B
| Nr | Tytuł utworu                  | Muzyka  | Długość |
| -- | ----------------------------- | ------- | ------- |
| 1. | „The Disguise”                | Coleman | 2:50    |
| 2. | „Angel Voice”                 | Coleman | 4:21    |
| 3. | „Alpha”                       | Coleman | 4:13    |
| 4. | „When Will the Blues Leave ?” | Coleman | 5:00    |
| 5. | „The Sphinx”                  | Coleman | 4:15    |
|    |                               |         | 20:39   |

## Twórcy
Opracowano na podstawie materiału źródłowego.
Muzycy:
- Ornette Coleman – saksofon altowy
- Don Cherry – trąbka
- Walter Norris – fortepian
- Don Payne – kontrabas
- Billy Higgins – perkusja

Produkcja:
- Lester Koenig – produkcja muzyczna
- Roy DuNann – inżynieria dźwięku
- Nat Hentoff – liner notes
- Nick Phillips – produkcja muzyczna (reedycja z 2011)
- Neil Tesser – liner notes (2011)